# Naissance en 881
Naissance
- 877
- 878
- 879
- 880
- 881
- 882
- 883
- 884
- 885

Cette page dresse une liste de personnalités nées au cours de  l'année 881 :
- Liu Churang (en), général chinois de la dynastie des Tang postérieurs (Période des Cinq Dynasties et des Dix Royaumes)
- Feng Dao (en), ministre chinois, à l’origine de l’impression sur papier d’une collection de classiques chinois en 932.

date incertaine (vers 981)
- Conrad Ier de Germanie, duc de Franconie, puis roi de Francie orientale (ou de Germanie).

## Crédit d'auteurs
- Cet article est partiellement ou en totalité issu de l'article intitulé « 881 » (voir la liste des auteurs).